# Schlacht von Dervenakia
1821

Walachischer Aufstand – Kalamata – Navarino – Patras – Salona – Livadeia – Lalas – Samothraki – Monemvasia – Alamana – Valtetsi – Doliana – 1. Akropolis – Gravia – Drăgășani – Grana – Vasilika (Thessaloniki) – Sculeni – Vasilika (Fthiotida) – Tripoli
1822–1824

Akrokorinth – Chalandritsa – Chios – Naoussa – Chios – Peta – Kompoti – Dervenakia – Agionori – Nauplia – 1. Missolonghi – Karpenisi – 2. Missolonghi – Kasos – Psara – Samos – Gerontas
Griechische Bürgerkriege 1823–1825
Ägyptische Intervention

Kremmydi – Andros – Sphacteria – Maniaki – Myloi – Alexandria – Kakosalesi – Kleisova – 3. Missolonghi – Kastraki – Mani – Varnakova – 2. Akropolis – Arachova – Kamatero – Phaleron
Intervention der Großmächte

Volos – Itea – Mega Spilaio – Navarino – Morea-Expedition – Chios-Expedition – Mortino – Koronisia – Petra
Seeschlachten sind in kursiv

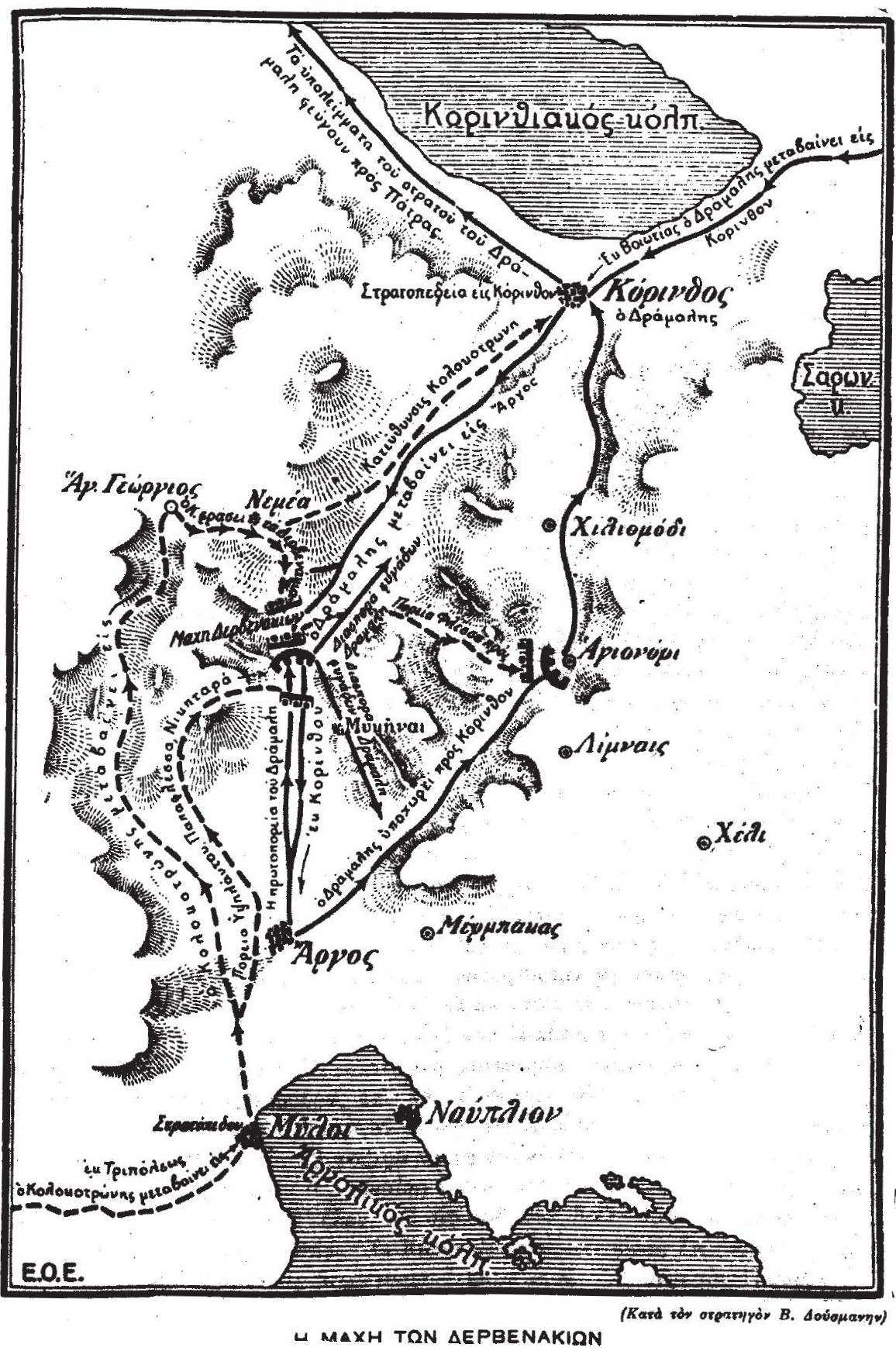
Karte der Schlacht in ihrem Verlauf bei den Dervenakia

Die Schlacht von Dervenakia (griechisch: Μάχη των Δερβενακίων) die vom 6. bis 8. August 1822 stattfand, stellte einen bedeutenden Sieg der Griechen über die osmanischen Streitkräfte dar und war ein wichtiger Meilenstein im Griechischen Unabhängigkeitskrieg. Sie führte zur Niederlage einer bedeutenden Expedition unter Mahmud Dramali Pascha, die darauf abzielte, den seit 1821 laufenden griechischen Aufstand, niederzuschlagen. Die Zerschlagung von Dramali Paschas Streitkräften rettete das Zentrum des Aufstands, die Morea, und sicherte es für die Griechen, bis 1825 Ibrahim Pascha eintraf.

## Vor der Expedition
Nach dem griechischen Sieg in der Schlacht von Vasilika im Jahr 1821 wurden die osmanischen Truppen daran gehindert, Attika und die Peloponnes zu betreten. Bis zum Sommer 1822 waren die Osmanen bereit für einen weiteren Versuch, gen Süden vorzurücken und den griechischen Aufstand niederzuschlagen. Sie hatten eine Armee von etwa 20.000 Mann Infanterie und 8.000 Mann Kavallerie mit reichlich Vorräten und Transportmitteln in Larisa versammelt, die schließlich Dramali Pascha von Drama anvertraut wurde. Diese Armee war die größte, die man seit dem letzten osmanisch-venezianischen Krieg in Griechenland gesehen hatte. Man erwartete, dass Dramali den griechischen Aufstand durch einen Vormarsch nach Korinth niederschlagen, die belagerte Garnison von Nafplion auflösen und die Hauptstadt der Morea, Tripoli, zurückerlangen würde. Obwohl die Osmanen nun in einer besseren Position waren als ein Jahr zuvor, konnte dasselbe nicht von den Griechen gesagt werden. Sie waren nämlich durch interne Streitereien und Meinungsverschiedenheiten zwischen ihren Anführern geschwächt, die es versäumten, zusammenzuarbeiten und angemessene Vorbereitungen gegen den Vormarsch von Dramali zu treffen.

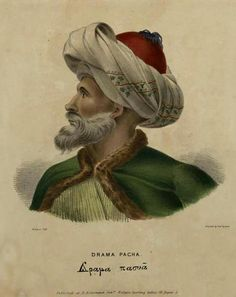
Porträt von Dramali mit der Aufschrift "Drama Pacha"

## Marsch nach Korinth
Anfang Juli brach Dramali von Zitouni (heute Lamia) auf und hatte anfangs militärischen Erfolg. Die Griechen, die unvorbereitet waren, ließen Dramalis Armee weitgehend gewähren. Bis zum 17. Juli hatte Dramali Korinth zurückerobert, das von seinen Verteidigern aufgegeben worden war. Allerdings entschied Dramali sich dagegen, Athen zurückzuerobern, das von den Griechen bereits am 21. Juni eingenommen worden war. In Korinth hielt Dramali einen Kriegsrat ab, um über zukünftige Aktionen zu entscheiden. Gestärkt durch den schnellen Fortschritt und die Zersplitterung der Griechen zu Beginn seines Feldzugs, schlug Dramali vor, seine gesamte Armee nach Nafplio marschieren zu lassen. Dies stieß auf Widerspruch von Yussaf Pascha und Ali Pascha, die stattdessen vorschlugen, ihre Position in Korinth zu stärken und eine starke Flotte im Saronischen Golf aufzubauen. Dramali lehnte diesen Plan jedoch ab und entschied sich stattdessen dafür, seinen Marsch in Richtung Nafplio fortzusetzen.

## Belagerung von Nafplio
Dramali durchquerte den Engpass, der als Dervenaki (Tretos) bekannt ist, und erreichte am 24. Juli Argos, wohin die griechische Regierung geflohen war. Die Flucht der griechischen Regierung aus Argos, ohne dass ein Schuss abgefeuert wurde, traf ihr Image ziemlich schwer, wovon sie sich nie erholte, da viele Griechen ihre Regierung als feige bezeichneten. Früher im Jahr hatten die Osmanen das Massaker von Chios verübt, und Flüchtlinge von Chios hatten lebhafte Berichte über die Morde, Vergewaltigungen und Versklavungen auf Chios mit auf das Festland gebracht. Die Nachricht vom Vormarsch von Dramali Pascha löste in der gesamten Morea Panik aus. Die Manioten, die die Osmanen hätten aufhalten sollen, beraubten stattdessen die Flüchtlinge, was Oberst Thomas Gordon dazu veranlasste, sarkastisch zu bemerken, dass die Manioten es als Schande betrachtet hätten, so arm in ihre Berge zurückzukehren, wie sie sie verlassen hatten. Dramali Pascha ließ keine Wachen in der Dervenaki zurück und postierte keine Truppen an anderen Engpässen, die seine Flanken gefährdeten. Er schickte Kavallerie vor, um sich der osmanischen Garnison in Nafplio anzuschließen, die zu dieser Zeit kurz davor stand, zu kapitulieren. So gelang es Dramali, griechische Geisel zu ergreifen, die von der Garnison als Pfand für die Sicherheit muslimischer Geiseln gehalten wurden, die von den Griechen festgehalten wurden.

## In der Argolis gefangen
Nach seiner Ankunft in Argos stellte Dramali fest, dass dessen Zitadelle, Larisa (Argos), besetzt war, und dass die osmanische Flotte, mit der er sich in Nafplio treffen wollte, tatsächlich in Patras war. Er hätte sofort nach Korinth zurückfallen sollen, von wo aus er Vorräte aus Patras hätte beziehen können. Stattdessen startete er einen Angriff auf die Zitadelle. Die Griechen unter Dimitrios Ypsilantis hielten zwölf Tage lang stand und führten eine entschlossene Verteidigung, bevor ihnen mangels Wasser nichts anderes übrig blieb, als mitten in der Nacht unbemerkt an den osmanischen Linien vorbei zu schleichen. Gordon erzählte, dass „Prinz Dimitrios“, als er mit der Forderung nach Kapitulation konfrontiert wurde, die Überbringer dieses Vorschlags mit scheinbarer Gleichgültigkeit empfing, sie aus dem kleinen Vorrat an Luxusgütern bewirtete, der für seinen eigenen Tisch reserviert war, und seine Entschlossenheit erklärte, sechs Monate lang standzuhalten. In der Nacht vom 3. August 1822 führte Ypsilantis seine Männer aus der Zitadelle von Argos heraus. Zu diesem Zeitpunkt hatte Dramalis Armee kein Vieh mehr, die verbrannten Getreidefelder lieferten keine Nahrungsmittel mehr, und der Sommer 1822 war ein besonders heißer Sommer, was Wasser zu einer knappen Ressource machte. Die Ebene südlich von Argos war ein Land von Gräben, verbundenen Wasserstraßen und Weinbergen, die die osmanische Kavallerie behinderten, aber das perfekte Gelände für griechische Scharfschützen war, die bald regelmäßig einen Tribut von den osmanischen Streitkräften forderten. Während Dramali jedoch mit Larisa beschäftigt war, sammelten die Griechen ihre Kräfte.

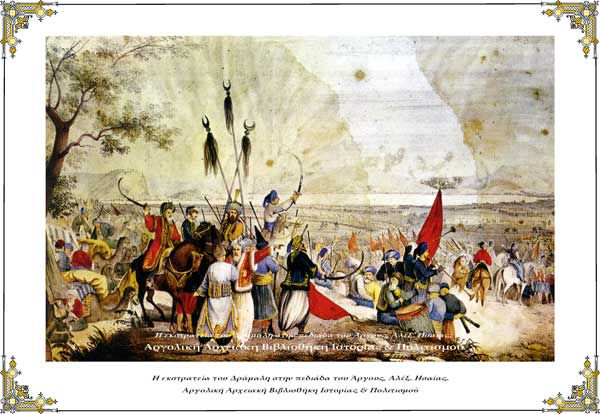
Dramalis Expedition bei Argos -Alexandros Isaias

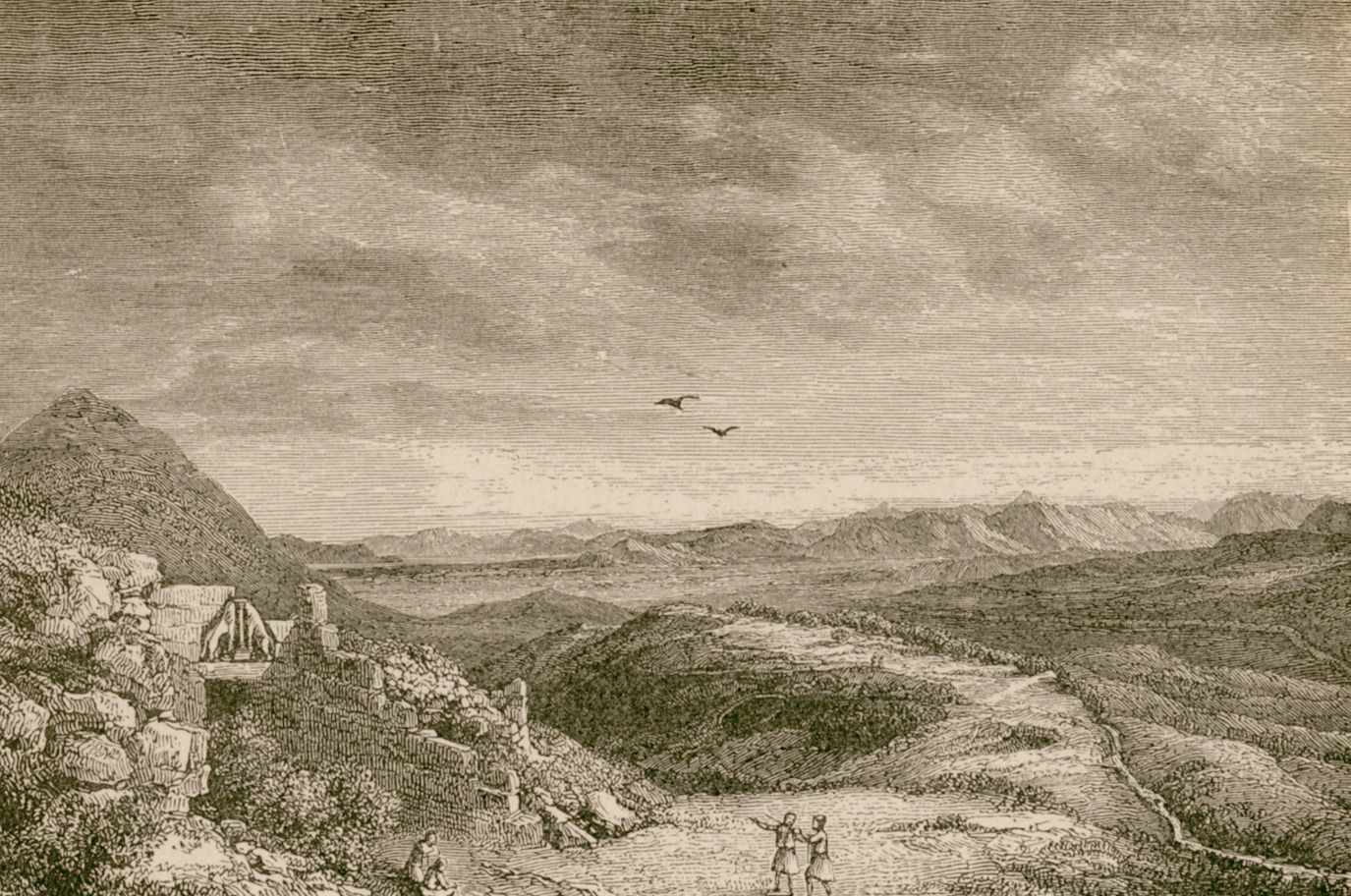
Ebene von Argos, Blick von dem Löwentor aus - Wordsworth Christopher - 1882

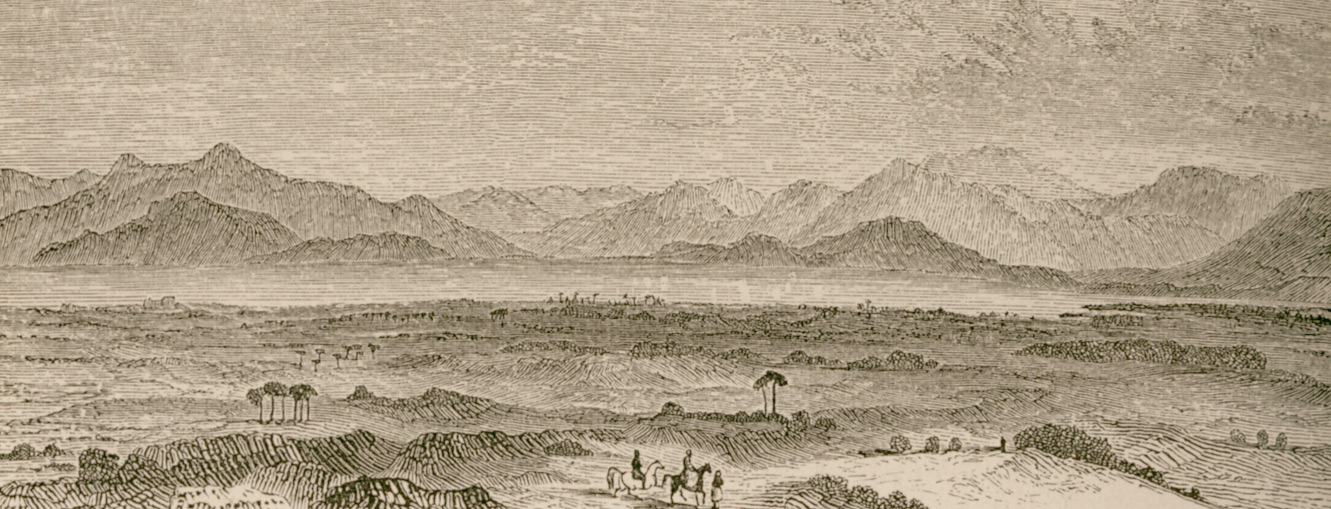
Ebene von Argos - Wordsworth Christopher - 1882

Der peloponnesische Senat war an die Stelle der zentralen Regierung getreten. Militärführer wie Theodoros Kolokotronis und Petros Mavromichalis riefen Freiwillige zusammen. 5000 Soldaten versammelten sich an den befestigten Mühlen von Lerna; andere versammelten sich an Orten an den sumpfigen Ufern des Flusses Erasinos; und täglich lieferten sich die Griechen Scharmützel mit den Osmanen, während diese versuchten, Wasser und Futter für ihre Pferde und Lasttiere zu finden. Andere griechische Gruppen infiltrierten die Berge, die die Ebenen von Argos überblicken. Auf den Hügeln von Lerna bis zum Dervenaki konzentrierte der zum Oberbefehlshaber ernannte Kolokotronis nicht weniger als 8000 Männer. Um Agionori herum gab es 2000 Soldaten unter Ypsilantis, Nikitaras und Papaflessas. Richtung Nafplio wurden große Streitkräfte unter Nikolaos Stamatelopoulos, dem Bruder von Nikitaras, versammelt, und sie wurden von Arvaniten aus Kranidi, Poros und Kastri unterstützt.
Kolokotronis verfolgte eine Politik der verbrannten Erde, mit dem Ziel, die Osmanen auszuhungern. Die Griechen plünderten die Dörfer, verbrannten das Getreide und die Lebensmittel, die sie nicht mitnehmen konnten, und vergifteten die Brunnen und Quellen. Dramali, ein Fremder aus dem Norden mit einer Armee, die von weit her zusammengezogen war, kannte das Gelände nicht. Er folgte Routen ohne Wasser, zu Städten, die bereits im vergangenen Jahr von sowohl christlichen Rebellen als auch muslimischen Rächern niedergebrannt und entvölkert worden waren. Dramalis Armee saß in der schwülheißen Argolischen Ebene fest. Der türkische Söldner Deli Mustafa, der seit Anatolien und Yanena zu Pferd unterwegs war, schrieb in seinen Memoiren, dass er vor Kolokotronis Angst hatte, von dem er lange bevor er den Isthmus überquerte, grausame Geschichten gehört hatte. Doch noch mehr fürchtete er sich vor dem Verdursten. Er und seine Mitkämpfer konnten kein Wasser finden, weshalb seine Armee in die falsche Richtung marschierte. Da sie zu dehydrieren begannen, zogen sie sich durch hohe Berge und enge Pässe zurück zu den reichlich vorhandenen Brunnen und Vorräten von Korinth. Kolokotronis war allerdings nicht in der Lage, alle griechischen Kräfte zu koordinieren, denn viele operierten unter ihren eigenen Anführern und weigerten sich, seinen Befehlen zu folgen. Hätte Kolokotronis tatsächlich die griechischen Armeen befehligt und somit einen allgemeinen militärischen Plan entwerfen können, hätten Dramalis Streitkräfte möglicherweise vollständig vernichtet werden können, und Nafplio wäre mit wenig Schwierigkeiten eingenommen worden.
Am Tag vor der Schlacht von Dervenakia soll Kolokotronis auf das Dach eines Hauses gestiegen sein und die Kämpfer mit einer Rede für den morgigen Tag ermutigt haben, die vom Historiker Phokakos überliefert wurde. Er begann mit den Worten: „Griechen, heute werden wir geboren und heute werden wir für das Heil unserer Heimat und für uns selbst sterben. Heute wird jeder von uns, der vielen gegenübersteht, viel Beute bekommen, und den Schatz von Ali Pasha werdet ihr haufenweise teilen, und während die Türken ihn haben, ist es christliches Geld, da der Tyrann von Epirus es unseren Brüdern genommen hatte. Der Heilige Gott hat sie uns geschickt, und es ist unser eigener Kelch, und jetzt werde ich euch alle mit den Waffen der Türken sehen, mit ihren Pferden, glänzend in ihren Kleidern, Gott ist mit uns.“

## Das Verhängnis in den Schluchten von Dervenakia

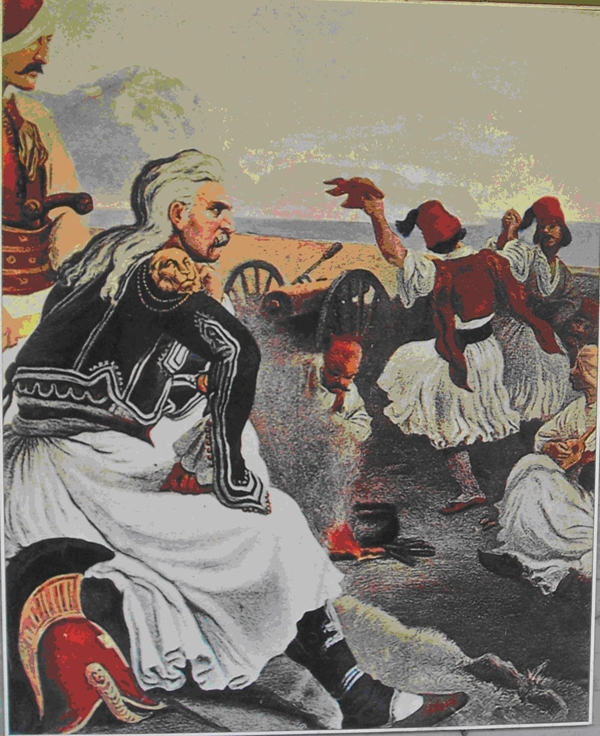
Kolokotronis und seine Soldaten bei Dervenakia

Dramali erhielt die Gelegenheit, seine verspätete Entscheidung zum Rückzug umzusetzen. Am 6. August entsandte er eine Vorhut von 1000 muslimischen Albanern, um die Pässe zu besetzen. Diese Truppen, die entweder von den Griechen für Mitkämpfer gehalten wurden oder bewusst passieren gelassen wurden, gelangten völlig unversehrt durch, wobei sie nur drei Männer verloren. Die Albaner hielten sich an die Berge, vermieden die Wege und machten es so schwer, sie zu überfallen. Nachdem die Albaner durchmarschiert waren, hatten Nikitaras und Ypsilantis Bäume gefällt und Steine aufgeschichtet, um die Osmanen zu verlangsamen. Aber eine Gruppe von Dramalis Kavallerie, die ihnen folgte, um die Dervenaki zu besetzen, wurde von Nikitaras im Dorf Agios Vasilis abgefangen und geschlagen, ein Sieg, der Nikitaras den berüchtigten Beinamen 'Türkenfresser' einbrachte. Die Griechen entfachten ein verheerendes Feuer und griffen dann an, wobei sie die Osmanen in brutalen Nahkämpfen töteten. Nur sehr wenige der osmanischen Delhis (leichte Kavallerie) konnten entkommen; die meisten von ihnen hatten ihre Pferde verloren und wurden, als sie versuchten, sich zu Fuß durch die Schluchten der Berge zu bewegen, von kleinen griechischen Gruppen abgefangen oder von einzelnen Schützen aus versteckten Positionen niedergeschossen. Während des Gefechts erbeuteten die Griechen eine enorme Menge an Beute - Hunderte von Pferden und Lasttieren sowie eine beträchtliche Menge an Schätzen, Waffen und Vorräten.

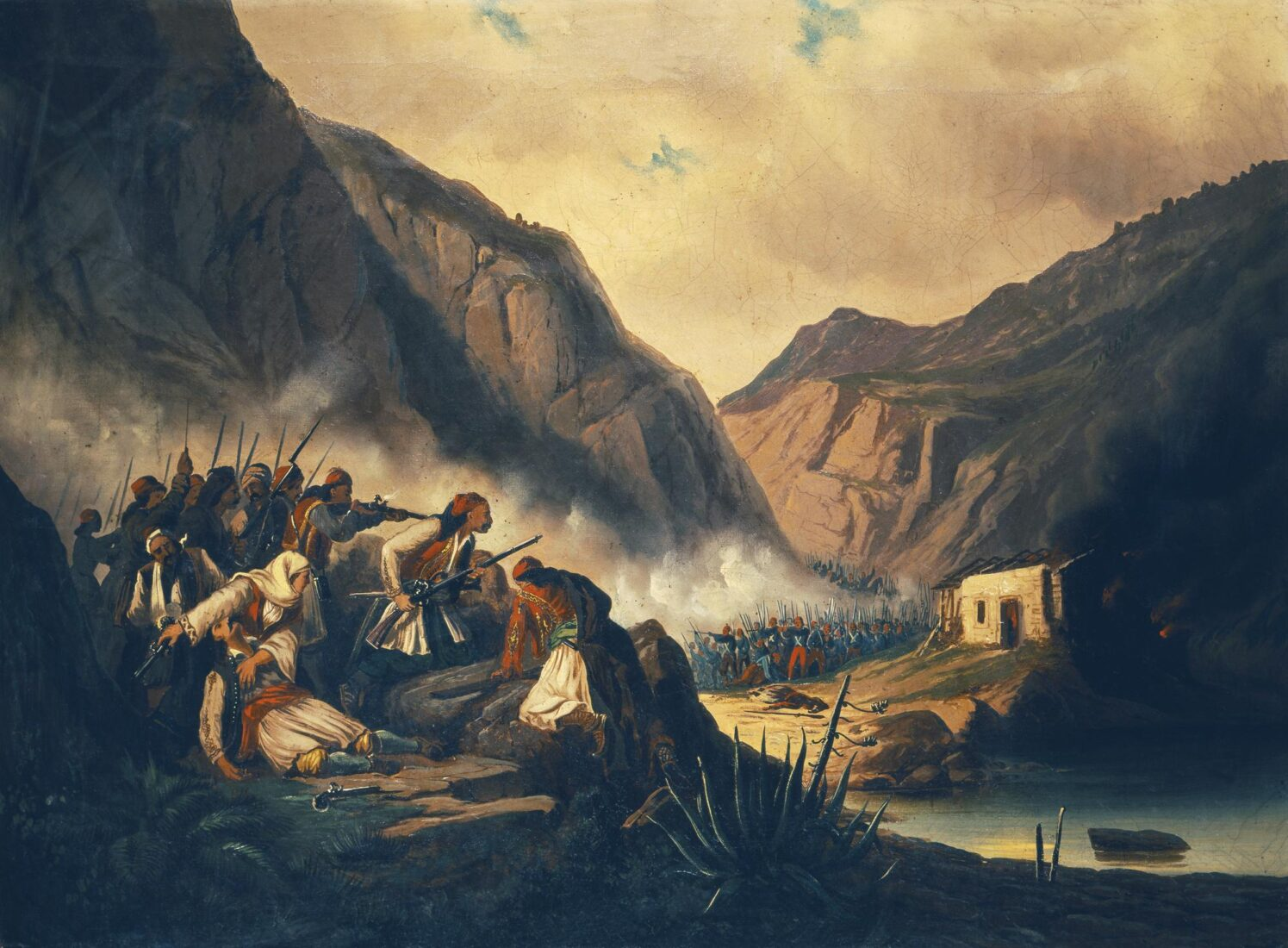
Die Schlacht von Dervenakia

Zwei Tage später, am 8. August, versuchte Dramali, seine Hauptstreitkräfte über den Weg durch Agionori zu evakuieren. Hier stieß er auf die Griechen unter Papaflessas, der den Hauptengpass (Klisoura) hielt. Da er nicht weiterkommen konnte, sah er sich bald von Nikitaras und Ypsilantis angegriffen, die einen Marsch von ihren Positionen im Dorf Agios Vasilis und in Agios Sostis aus machten, wo die Griechen die Osmanen erneut durch einen Hinterhalt in einem Engpass vernichteten. Obwohl Dramali selbst mit der Haupttruppe der Delhis es schaffte, sich durchzuschlagen und schließlich Korinth zu erreichen, erbeuteten die Griechen das gesamte Gepäck und die Militärkasse. Sie vernichteten fast vollständig das zu Fuß gehende Personal von Dramalis Armee. Hätte Iatrakos Befehlen gefolgt, indem er von hinten angreift, hätte die gesamte Armee von Dramali zerstört werden können, was Kolokotronis veranlasste, in seinen Memoiren zu schreiben: „So viel zu Iatrakos.“ Dramali selbst verlor sein Schwert und seinen Turban in seiner Eile, davonzulaufen. Die Griechen hatten alle osmanischen Wertgegenstände und Gepäck sowie 1300 Maultiere, 400 Pferde und 700 Kamele erbeutet. Kaum hatten sie den Sieg errungen, hatten sie sich bereits wieder zerstreut. Die Moreoten beeilten sich, in ihre Dörfer zurückzukehren, wobei sie so viele Tiere und andere Beute mitnahmen, wie sie in die Hände bekommen konnten. Einige der Delhis überlebten, um an einem anderen Tag zu kämpfen, aber Dramali selbst starb im folgenden Dezember in Korinth. Seine Kampagne hatte zu einer Katastrophe von enormem Ausmaß geführt: Von der Armee von mehr als 23.000 Mann, mit der er in die Morea eingezogen war, hatten kaum 6000 überlebt. Das Ausmaß der osmanischen Niederlage wurde in Griechenland sprichwörtlich, wo eine große Niederlage immer noch als „καταστροφή του Δράμαλη“, d. h. „Dramalis Katastrophe“, bezeichnet wird. Ein Teil der zerstörten Armee von Dramali (ca. 3000) beschloss, sich in Richtung Patras zu retten. In der Nähe von Egio (damals Vostitsa) griff Andreas Londos mit seinen Männern sie an, und nur wenige entkamen. Der Erfolg der Griechen in der Schlacht von Dervenakia ist den Dorfbewohnern zu verdanken, die sich mobilisierten. Es ist undenkbar, dass die Schlacht ohne dieses Massenelement erfolgreich gewesen wäre. Doch gerade als sie begannen, sich mit ihrem neu gefundenen Reichtum in der Peloponnes zu integrieren, verschwanden sie bald auch aus den Geschichtsbüchern und Gemälden, die nur von einzelnen Helden und Führern sprachen, die als alleinige Beteiligte der Revolution dargestellt wurden.

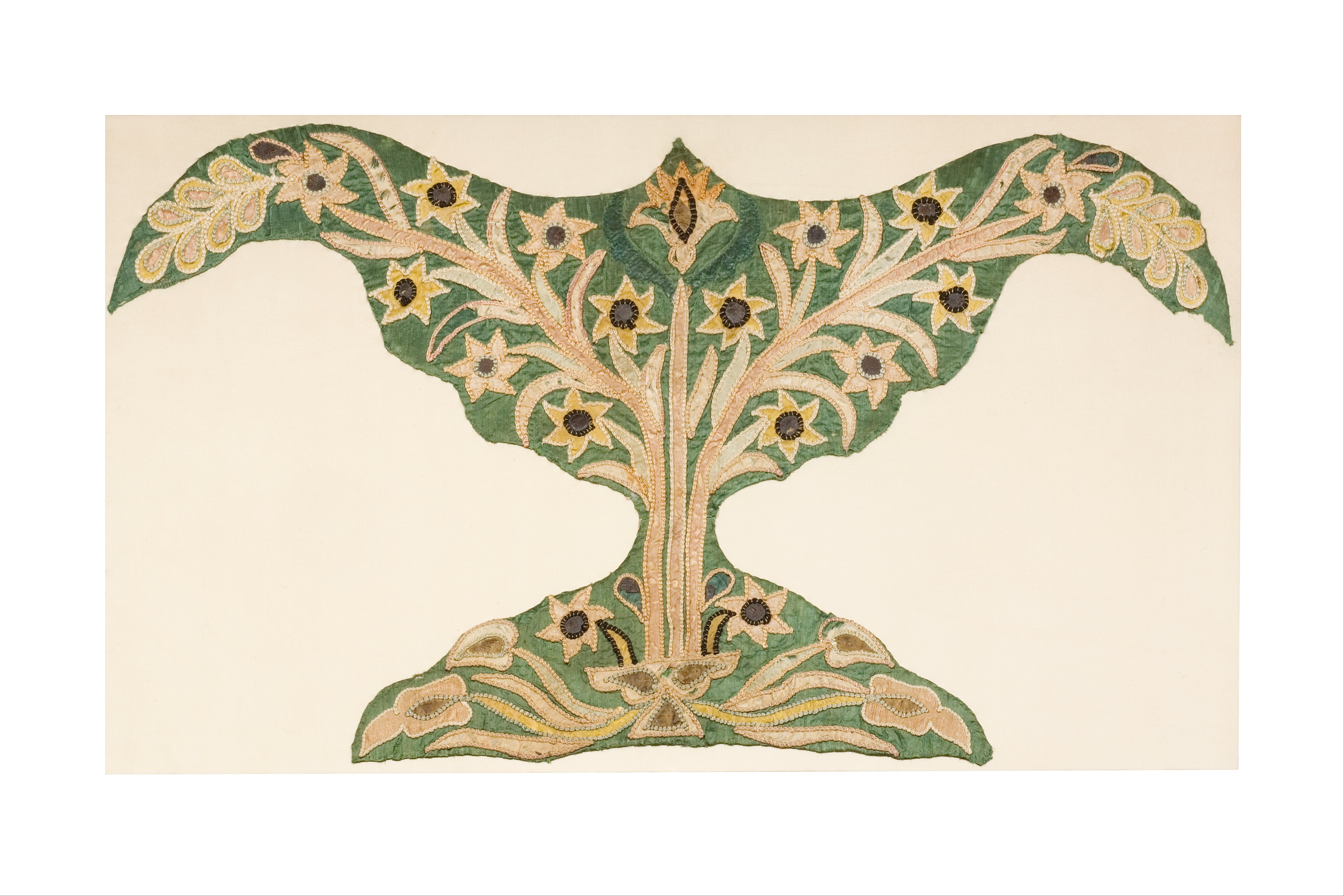
Fragment des Seidenzeltes von Mahmud Pascha Dramali; Beute aus der Schlacht von Dervenakia

## Nachwirkungen
Mit der Vernichtung der Hauptstreitmacht der Osmanen, die zu diesem Zeitpunkt in Griechenland präsent war, bestand die Revolution ihre erste große Bewährungsprobe und war nun fest etabliert. Im Dezember 1822 ergab sich Nafplio schließlich den Griechen, die es zu ihrer provisorischen Hauptstadt machten. Die „griechische Sache“ begann jedoch schnell zu zerfallen, und bereits 1823 brach ein innerparteilicher Konflikt aus. Gordon schrieb, dass der Sieg bei Dervenakia Kolokotronis' Ruf stärkte: „Sein Name wurde zu einer Art Talisman, überall sangen die Menschen Balladen zu seinen Ehren, seine politischen Gegner demütigten sich vor ihm, und für einige Monate war er absolut in der Morea.“
Der triumphierende Kolokotronis wurde auf Anfrage der Anführer der Revolution von der Regierung zum General der Peloponnes ernannt. Die Revolution war durch die Schlacht von Dervenakia nicht nur gerettet worden, sondern hatte auch ein starkes Fundament erlangt.

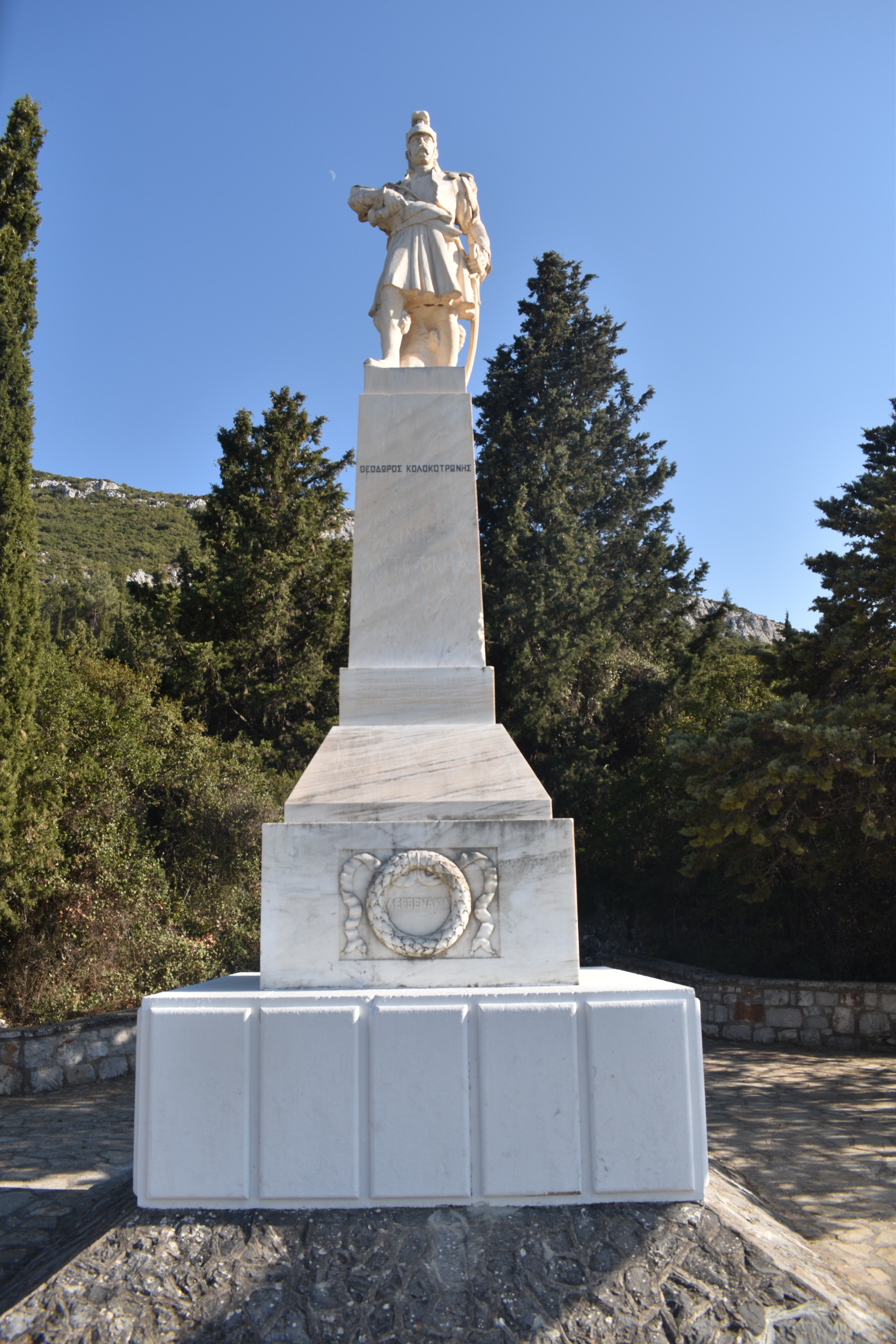
Andenken des Kolokotronis´ bei den Dervenakia

Unvermeidlich wurde Kolokotronis' Beliebtheit zu einem Ziel für seine politischen Feinde, die sich nun gegen den beliebtesten Mann Griechenlands vereinten. Kolokotronis selbst, möglicherweise der fähigste militärische Führer der Griechen, wurde von seinen Feinden im Palamidi-Gefängnis eingesperrt, zu einer Zeit, als der Sultan, der seine Unfähigkeit anerkannte, mit dem „griechischen Problem“ umzugehen, sich an Muhammad Ali von Ägypten und seine westlich ausgebildeten Armeen um Hilfe wandte.